# Asgiriya Stadium
Das Asgiriya Stadium ist ein Cricketstadion in Pallekele, Kandy, Sri Lanka. Es befindet sich im Besitz einer Sekundarschule, dem Trinity College in Kandy.

## Kapazität und Infrastruktur
Das Stadion hat eine Kapazität von 10.300 Plätzen. Die beiden Wicketenden sind das Hunnasgiriya End und das Hanthana End. Es befindet sich in den Hügeln der Stadt und wurde aus einem derer durch Einebnung als flache Fläche gewonnen.

## Internationales Cricket
Das erste Test-Match in diesem Stadion fand im April 1983 zwischen Sri Lanka und Australien statt und machte es damit zum zweiten Test-Stadion Sri Lankas. Seitdem war es Spielstätte zahlreicher internationaler Begegnungen. Das erste One-Day International im Iqbal Stadion wurde im März 1986 zwischen Sri Lanka und Pakistan ausgetragen. Beim Cricket World Cup 1996 wurde in dem Stadion ein Vorrundenspiel ausgetragen. Nach der Errichtung des Muttiah Muralitharan International Cricket Stadiums in Pellekelle im Jahr 2009 wurden in dem Stadion keine weiteren internationalen Spiele bestritten.